# Латин Сільвій
Латин Сільвій (лат. Latinus Silvius) — міфічний цар Альба-Лонги. За однією з версій, епонім міста Лавіній. З ним пов'язувалося заснування вісімнадцяти латинських міст і самого Латинського союзу. Образ Латина Сильвія пов'язаний з латинськими лісовими царями-жерцями.

## Біографія
Згідно з переказами, Альба-Лонга була заснована Асканієм як колонія Лавініуму. Місто було столицею Латинського союзу і важливим релігійним центром. Альбою-Лонгой правили царі з роду Сільвіїв, нащадки брата чи сина Асканія. З цієї династії, по материнській лінії, походили близнюки Ромул і Рем — засновники Риму. Французький історик XVIII століття Луї де Бофор першим висловив думку про штучність списку. Ця гіпотеза була підтримана наступними вченими та залишається загальновизнаною. Вважається, що список служив для заповнення трьохсотрічної лакуни між падінням Трої і заснуванням Риму. Археологічні відкриття XX століття дозволяють судити, що список був сформований Квінтом Фабієм Піктором або кимось із його попередників. На думку антикознавця Александра Грандаззі, початковий список був створений у середині IV століття до н. е.
Латин Сільвій в римської міфології був нащадком Енея і четвертим царем Альба-Лонги. Він наслідував своєму батькові Енею Сільвію. Наступником Латина став його син Альба Сільвій. Він був названий на честь свого предка — царя аборігінів Латина. Згідно Діонісію Галікарнаському, Латин Сільвій правил протягом 51 року, що є найдовшим правлінням серед альбанських царів. Антикознавець Роланд Ларош вважав це число штучним. Виходячи з терміну правління його наступника — 39 рік, їх загальний час правління тривав 90 років, що становить рівно три покоління по тридцять років. На думку дослідника, даний термін правління порушує симетрії в довжині правлінь, згідно з якою два правителі сумарно правлять 60 років. Більше підходить число 21. Однак Роланд Ларош зазначав, що альтернативні терміни правління Латина Сільвія з джерел невідомі.
Давньогрецький історик Діодор Сицилійський називав Латина Сільвія успішним правителем, як у внутрішніх справах, так і на війні. Йому вдалося спустошити сусідні землі й заснувати там вісімнадцять міст-колоній, що отримали назву «міст латинів»: Тибур, Пренесте, Габії, Тускул, Кора, Пометія, Ланувій, Лабіки, Скаптія, Сатрик, Арікія, Телени, Крустумерій, Ценіна, Фрегели, Камерія, Медулія та Боїл. Римський історик Тіт Лівій називає ці міста «Старими латинами» (лат. Prisci Latini). У пізньоантичної компіляції Origo gentis Romanae, з посиланням на Аннали понтифіків, поіменно перераховуються лише десять міст, причому там присутній не згадуваний Діодором Бовілле. Дослідник Бернадетт Ліу-Жиль вважала Латина Сільвія засновником не лише міст, а й самого Латинського союзу. Також вона припустила, що цар був міфічною моделлю для латинських лісових царів-жерців, одним з яких був Rex Nemorensis, вказуючи на значення його імені — «латинський цар лісу».
Латин Сільвій згадується у більшості варіантів альбанського царського списку. З п'ятнадцяти проаналізованих робіт Конрадом Трібером, царя пропустив тільки Візантія візантійський історик Георгій Сінкелл, який замінив його на С. Юлія.
Роланд Ларош вважав Латина Сільвія та Альбу Сільвія епонімами Лавінія та Альба-Лонги відповідно. А те, що Альба Сільвій успадковує Латину Сільвію — відображенням оповіді про перенесення столиці Латинського союзу з Лавінії в Альбу-Лонгу. Робін Хард вважав Латина Сільвія поряд з Енеєм Сільвієм і Ромулом Сільвієм «тінями» своїх більш відомих тезок.